# Ṯ
Cette page contient des caractères spéciaux ou non latins. S’ils s’affichent mal (▯, ?, etc.), consultez la page d’aide Unicode.
Ṯ (minuscule : ṯ), appelé T macron souscrit, est un graphème utilisé dans l’écriture du dhangu-djangu, du gumatj, du mapudungun, du murle, du nobonob, du saanich, de l’uduk, et dans certaines romanisations ou la transcription des langues sémitiques. Il s'agit de la lettre T diacritée d'un macron souscrit.  Il n’est pas à confondre avec le T trait souscrit ‹ T̲, t̲ ›.

## Utilisation
Dans l’alphabet unifié mapudungun, ‹ ṯ › représente un consonne occlusive alvéolaire sourde dentale /t̪/.

## Représentations informatiques
Le T macron souscrit peut être représenté avec les caractères Unicode suivants :
- précomposé (latin étendu additionnel) :

| formes    | représentations | chaînes de caractères | points de code | descriptions                              |
| --------- | --------------- | --------------------- | -------------- | ----------------------------------------- |
| majuscule | Ṯ               | Ṯ                     | U+1E6E         | lettre majuscule latine t ligne souscrite |
| minuscule | ṯ               | ṯ                     | U+1E6F         | lettre minuscule latine t ligne souscrite |

- décomposé (latin de base, diacritiques) :

| formes    | représentations | chaînes de caractères | points de code | descriptions                                          |
| --------- | --------------- | --------------------- | -------------- | ----------------------------------------------------- |
| majuscule | Ṯ               | T◌̱                    | U+0054 U+0331  | lettre majuscule latine t diacritique macron souscrit |
| minuscule | ṯ               | t◌̱                    | U+0074 U+0331  | lettre minuscule latine t diacritique macron souscrit |